# 航空事故の一覧 (2000年から2019年)
本項では、世界の航空事故のうち、民間航空の航空事故、2000年から2019年までのものについて記述する。
他の年代の航空事故については以下を参照。
- 航空事故の一覧 (1959年以前) - 1959年以前に発生した航空事故
- 航空事故の一覧 (1960年から1979年) - 1960年から1979年までに発生した航空事故
- 航空事故の一覧 (1980年から1999年) - 1980年から1999年までに発生した航空事故
- 航空事故の一覧 (2020年以降) - 2020年以降に発生した航空事故

## 凡例
1. 事故発生日
2. 航空会社と便名もしくは機体記号または機体名
3. 製造元と機種
4. 犠牲者数
5. 事故の状況
6. 個別の記事がある場合には詳細として内部リンク

## 2000年代

### 2000年
- 2000年1月10日
  - 便名： クロスエア 498便
  - 機種： サーブ 340B
  - 死者： 乗員乗客10人全員が死亡。
  - 詳細： 「クロスエア498便墜落事故」を参照。
- 2000年1月30日
  - 便名： ケニア航空 431便
  - 機種： エアバス A310-304
  - 死者： 乗員乗客179人中169人が死亡。
  - 詳細： 「ケニア航空431便墜落事故」を参照。
- 2000年1月31日
  - 便名： アラスカ航空 261便
  - 機種： マクドネル・ダグラス MD-83
  - 死者： 乗員乗客88人全員が死亡。
  - 詳細： 「アラスカ航空261便墜落事故」を参照。
- 2000年2月16日
  - 便名： エメリー・ワールドワイド 17便
  - 機種： マクドネル・ダグラス DC-8-71F
  - 死者： 乗員3人全員が死亡。
  - 詳細： 「エメリー・ワールドワイド17便墜落事故」を参照。
- 2000年4月19日
  - 便名： エア・フィリピン 541便
  - 機種： ボーイング 737-2H4
  - 死者： 乗員乗客131人全員が死亡。
  - 状況： フィリピン・ダバオ国際空港へのアプローチ中に空港近くで航路を外れ、ダバオの東方対岸にあるサマル島の山中にあるココナッツプランテーションに墜落した。
  - 詳細： 「エアフィリピン541便墜落事故」を参照。
- 2000年6月22日
  - 便名： 武漢航空 343便
  - 機種： 西安飛機工業公司 Y-7
  - 死者： 乗員乗客42人全員と河川航行中の船舶の7人が死亡。
  - 状況： 武漢空港に着陸進入中に被雷し、武漢市郊外の河川に墜落[1]。
- 2000年7月4日
  - 便名： マレーヴ・ハンガリー航空 262便
  - 機種： ツポレフ Tu-154B-2
  - 死者： なし。
  - 状況： 対地接近警報装置が故意に切られた状態での着陸となった際、ランディングギアを下ろし忘れて滑走路へ着陸しようとしたために胴体下部が滑走路に接触。着陸復行によりいったん上昇した後、ランディングギアを降ろした状態で再着陸した。
  - 詳細： 「マレーヴ・ハンガリー航空262便胴体着陸事故」を参照。
- 2000年7月12日
  - 便名： ハパックロイド・フルーク（英語版） 3378便
  - 機種： エアバス A310-304
  - 死者： なし
  - 詳細：「ハパックロイド・フルーク3378便不時着事故」を参照。
- 2000年7月25日
  - 便名： エールフランス 4590便
  - 機種： アエロスパシアル・BAC コンコルド
  - 死者： 乗員乗客109人全員と地上の4人が死亡。
  - 詳細： 「コンコルド墜落事故」を参照。
- 2000年8月23日
  - 便名： ガルフ・エア 072便
  - 機種： エアバス A320-212
  - 死者： 乗員乗客143人全員が死亡。
  - 詳細： 「ガルフ・エア072便墜落事故」を参照。
- 2000年10月31日
  - 便名： シンガポール航空 006便
  - 機種： ボーイング 747-412
  - 死者： 乗員乗客179人中83人が死亡。
  - 詳細： 「シンガポール航空006便離陸失敗事故」を参照。
- 2000年11月21日
  - 便名： アメリカン航空 1291便
  - 機種： エアバス A300B4-605R
  - 死者： 乗員乗客133人中1人が死亡。
  - 詳細： 「アメリカン航空1291便事故」を参照。

### 2001年
- 2001年2月27日
  - 便名： ローガンエアー 670A便
  - 機種： ショート・ブラザーズ 360-100
  - 死者： 乗員2人全員が死亡。
  - 詳細： 「ローガンエアー670A便不時着水事故」を参照。
- 2001年7月4日
  - 便名： ウラジオストク航空 352便
  - 機種： ツポレフ Tu-154M
  - 死者： 乗員乗客145人全員が死亡。
  - 詳細： 「ウラジオストク航空352便墜落事故」を参照。
- 2001年8月23日
  - 便名： エア・トランザット 236便
  - 機種： エアバス A330-243
  - 死者： なし。
  - 詳細： 「エア・トランザット236便滑空事故」を参照。
- 2001年9月11日
  - 便名： デルタ航空 1989便
  - 機種： ボーイング ボーイング767-332ER
  - 死者： なし。
  - 詳細： 「デルタ航空1989便ハイジャック誤認事件」を参照。
- 2001年9月11日
  - 便名： 大韓航空 85便
  - 機種： ボーイング ボーイング747-4B5
  - 死者： なし。
  - 状況： アメリカ同時多発テロ事件発生直後、経由地であるアンカレッジ国際空港に向かっていた大韓航空機が、会社との業務連絡でハイジャック警報を発報。通報を受けたNORADはF-15戦闘機をスクランブル発進、大韓航空機はカナダのホワイトホースに強制着陸させられた。なお、機内捜索によりハイジャック警報は誤報だったことが判明した。
  - 詳細： 「大韓航空85便ハイジャック誤報事件」を参照。
- 2001年10月8日
  - 便名： 1) スカンジナビア航空 686便、2) Air Evex (de)  チャーター機
  - 機種： 1) マクドネル・ダグラス MD-87、2) セスナ サイテーションCJ2
  - 死者： 両機の乗員乗客114人全員と地上の4人が死亡。
  - 詳細： 「リナーテ空港事故」を参照。
- 2001年11月12日
  - 便名： アメリカン航空 587便
  - 機種： エアバス A300B4-605R
  - 死者： 乗員乗客260人全員と地上の5人が死亡。
  - 詳細： 「アメリカン航空587便墜落事故」を参照。
- 2001年11月24日
  - 便名： クロスエア 3597便
  - 機種： BAe アブロ RJ100
  - 死者： 乗員乗客33人中24人が死亡。
  - 詳細： 「クロスエア3597便墜落事故」を参照。

### 2002年
- 2002年1月16日
  - 便名： ガルーダ・インドネシア航空 421便
  - 機種： ボーイング 737-3Q8
  - 死者： 乗員1人が死亡。
  - 詳細： 「ガルーダ・インドネシア航空421便不時着事故」を参照。
- 2002年1月28日
  - 便名： TAME航空 120便
  - 機種： ボーイング 727-134
  - 死者： 乗員乗客94人全員が死亡。
  - 状況： エクアドルのトゥルカンへのアプローチ中に、180ノットで飛行するところを230ノットで飛行したため、降下率が増大し高度1万4700フィートでクンバル山に激突。
  - 詳細： 「TAME航空120便墜落事故」を参照。
- 2002年2月12日
  - 便名： イランエアツアーズ 956便
  - 機種： ツポレフ Tu-154M
  - 死者： 乗員乗客119人全員が死亡[2]。
  - 状況： 目的地であったイランのホッラマーバードに降下中、セフィード・クーフ山中に墜落。当時は激しい雨と雪、また濃い霧と悪天候の中であった。
  - 詳細： 「イランエアツアーズ956便墜落事故」を参照。
- 2002年4月15日
  - 便名： 中国国際航空 129便
  - 機種： ボーイング 767-2J6ER
  - 死者： 乗員乗客166人中128人が死亡。
  - 詳細： 「中国国際航空129便墜落事故」を参照。
- 2002年5月4日
  - 便名： EAS航空（英語版） 4226便
  - 機種： BAC 1-11-525FT
  - 死者： 乗員乗客77人中71人と地上の78人が死亡。
  - 詳細： 「EAS航空4226便墜落事故」を参照。
- 2002年5月7日
  - 便名： エジプト航空 843便
  - 機種： ボーイング 737-566
  - 死者： 乗員乗客62人中14人が死亡。
  - 状況： エジプトのカイロからチュニジアのチュニスに向かっていたが、霧と豪雨の上に砂交じりの風が吹く悪天候の中での着陸進入時に車輪が出なくなり、2度目の着陸進入中に空港近くに墜落。規定を超える速度で空港に向かっている最中のことであった。
- 2002年5月25日
  - 便名： チャイナエアライン 611便
  - 機種： ボーイング 747-209B
  - 死者： 乗員乗客225人全員が死亡。
  - 詳細： 「チャイナエアライン611便空中分解事故」を参照。
- 2002年7月1日
  - 便名： 1) バシキール航空 2937便、2) DHL 611便
  - 機種： 1) ツポレフ Tu-154M、2) ボーイング 757-23APF
  - 死者： 両機の乗員乗客71人全員が死亡。
  - 詳細： 「ユーバーリンゲン空中衝突事故」を参照。
- 2002年10月9日
  - 便名： ノースウエスト航空 85便
  - 機種： ボーイング 747-451
  - 死者： なし。
  - 詳細： 「ノースウエスト航空85便緊急着陸事故」を参照。
- 2002年11月6日
  - 便名： ルクスエア 9642便
  - 機種： フォッカー 50
  - 死者： 乗員乗客22人中20人が死亡。
  - 詳細： 「ルクスエア9642便墜落事故」を参照。

### 2003年
- 2003年1月8日
  - 便名： USエアウェイズ・エクスプレス 5481便（運航はエア・ミッドウエスト（英語版））
  - 機種： ビーチクラフト 1900D
  - 死者： 乗員乗客21人全員が死亡。
  - 詳細： 「エア・ミッドウエスト5481便墜落事故」を参照。
- 2003年1月8日
  - 便名： トルコ航空 634便
  - 機種： BAe アブロ RJ100
  - 死者： 乗員乗客80人中75人が死亡。
  - 状況： トルコのディヤルバクル空港（英語版）へのアプローチ中、滑走路端より約900メートルの地点で地面に接触し、衝撃で機体は3つに割れて爆発炎上した。濃霧で視界が悪い中、着陸を継続したことが原因とされた。
  - 詳細： 「トルコ航空634便着陸失敗事故」を参照。
- 2003年1月9日
  - 便名： TANS ペルー 222便
  - 機種： フォッカー F28-1000
  - 死者： 乗員乗客46人全員が死亡。
  - 詳細： 「TANS ペルー222便墜落事故」を参照。
- 2003年3月6日
  - 便名： アルジェリア航空 6289便
  - 機種： ボーイング 737-2T4
  - 死者： 乗員乗客103人中102人が死亡。
  - 状況： アルジェリア・タマンラセット空港を離陸時に第1エンジンから出火したが離陸を継続したところ、離陸直後に失速して滑走路端から約600メートルの地点に墜落し、機体は大破炎上した。
  - 詳細： 「アルジェリア航空6289便墜落事故」を参照。
- 2003年7月8日
  - 便名： スーダン航空 139便
  - 機種： ボーイング 737-2J8C
  - 死者： 乗員乗客117人中116人が死亡。
  - 詳細： 「スーダン航空139便墜落事故」を参照。
- 2003年8月26日
  - 便名： コルガン・エア 9446便
  - 機種： ビーチクラフト 1900D
  - 死者： 乗員2人全員が死亡。
  - 状況： 回送便としてバーンスタブル市営空港（英語版）を離陸した直後に海へ墜落。事故当日まで行っていた点検時の整備不良により、エレベータ・トリムが正常に動かなかったことが原因。
  - 詳細： 「コルガン・エア9446便墜落事故」を参照。
- 2003年12月4日
  - 便名： カトー航空（英語版） 603便
  - 機種： ドルニエ 228-205
  - 死者： なし。
  - 詳細： 「カトー航空603便不時着事故」を参照。
- 2003年12月18日
  - 便名： フェデックス・エクスプレス 647便
  - 機種： ボーイング[注 1] MD-10-10F
  - 死者： なし。
  - 詳細： 「フェデックス・エクスプレス647便着陸失敗事故」を参照。

### 2004年
- 2004年1月3日
  - 便名： フラッシュ航空 604便
  - 機種： ボーイング 737-3Q8
  - 死者： 乗員乗客148人全員が死亡。
  - 状況： エジプトのシャルム・エル・シェイク国際空港を離陸直後に紅海に墜落。事故調査員が各国から集まったが、それぞれの見解が異なり、事故原因は特定されていない[注 2]。
  - 詳細： 「フラッシュ航空604便墜落事故」を参照。
- 2004年10月14日
  - 便名： MKエアラインズ（英語版） 1602便
  - 機種： ボーイング 747-244B/SF
  - 死者： 乗員7人全員が死亡。
  - 詳細： 「MKエアラインズ1602便墜落事故」を参照。
- 2004年10月14日
  - 便名： ピナクル航空（英語版） 3701便
  - 機種： ボンバルディア CRJ-200
  - 死者： 乗員2人全員が死亡。
  - 詳細： 「ピナクル航空3701便墜落事故」を参照。
- 2004年10月19日
  - 便名： コーポレート航空（英語版） 5966便
  - 機種： BAe ジェットストリーム32
  - 死者： 乗員乗客15人中13人が死亡。
  - 詳細： 「コーポレート航空5966便墜落事故」を参照。
- 2004年11月21日
  - 便名： 中国東方航空 5210便
  - 機種： ボンバルディア CRJ-200ER
  - 死者： 乗員乗客53人全員と地上の2人が死亡。
  - 詳細： 「中国東方航空5210便墜落事故」を参照。

### 2005年
- 2005年2月3日
  - 便名： カーム航空 904便
  - 機種： ボーイング 737-242
  - 死者： 乗員乗客104人全員が死亡。
  - 状況： アフガニスタンのヘラートからカーブルに向かった国内線が、吹雪のためカーブル近郊の山岳地帯に墜落した。
- 2005年8月2日
  - 便名： エールフランス 358便
  - 機種： エアバス A340-313E
  - 死者： なし。
  - 詳細： 「エールフランス358便事故」を参照。
- 2005年8月6日
  - 便名： チュニインター 1153便
  - 機種： ATR 72-202
  - 死者： 乗員乗客39人中16人が死亡。
  - 詳細： 「チュニインター1153便不時着水事故」を参照。
- 2005年8月14日
  - 便名： ヘリオス航空 522便
  - 機種： ボーイング 737-31S
  - 死者： 乗員乗客121人全員が死亡。
  - 詳細： 「ヘリオス航空522便墜落事故」を参照。
- 2005年8月16日
  - 便名： ウエスト・カリビアン航空 708便
  - 機種： マクドネル・ダグラス MD-82
  - 死者： 乗員乗客160人全員が死亡。
  - 詳細： 「ウエスト・カリビアン航空708便墜落事故」を参照。
- 2005年8月19日
  - 便名： ノースウエスト航空 74便
  - 機種： ボーイング 747-251B
  - 死者： なし。
  - 詳細： 「ノースウエスト航空74便胴体着陸事故」を参照。
- 2005年8月23日
  - 便名： TANS ペルー 204便
  - 機種： ボーイング 737-244 Adv
  - 死者： 乗員乗客98人中40人が死亡。
  - 詳細： 「タンス航空204便墜落事故」を参照。
- 2005年9月5日
  - 便名： マンダラ航空 091便
  - 機種： ボーイング 737-230 Adv
  - 死者： 乗員乗客117人中100人と地上の住民49人が死亡。
  - 詳細： 「マンダラ航空091便墜落事故」を参照。
- 2005年9月21日
  - 便名： ジェットブルー航空 292便
  - 機種： エアバス A320-232
  - 死者： なし。
  - 詳細： 「ジェットブルー航空292便緊急着陸事故」を参照。
- 2005年10月22日
  - 便名： ベルビュー航空 210便
  - 機種： ボーイング 737-2L9
  - 死者： 乗員乗客117人全員が死亡。
  - 状況： ナイジェリアのラゴスからアブジャへ向かう国内線が消息を絶ち、翌朝ラゴスから30キロメートル離れた場所で残骸が発見された。調査の結果、事故原因を特定することが出来ず、機体の不調かパイロットの問題が原因であるとされた。
  - 詳細： 「ベルビュー航空210便墜落事故」を参照。
- 2005年12月8日
  - 便名： サウスウエスト航空 1248便
  - 機種： ボーイング 737-7H4
  - 死者： 地上の1人が死亡。
  - 状況： シカゴのミッドウェー空港で悪天候の中着陸に失敗し、滑走路を外れてオーバーラン。事故機は空港のフェンスを薙ぎ倒し、隣接する道路で乗用車と衝突した。
  - 詳細： 「サウスウエスト航空1248便オーバーラン事故」を参照。
- 2005年12月10日
  - 便名： ソソリソ航空（英語版） 1145便
  - 機種： マクドネル・ダグラス DC-9-32[4]
  - 死者： 乗員乗客110人中108人が死亡。
  - 詳細： 「ソソリソ航空1145便墜落事故」を参照。
- 2005年12月19日
  - 便名： チョークス・オーシャン・エアウェイズ 101便
  - 機種： グラマン G-73T Turbine Mallard
  - 死者： 乗員乗客20人全員が死亡。
  - 詳細： 「チョークス・オーシャン・エアウェイズ101便墜落事故」を参照。

### 2006年
- 2006年5月3日
  - 便名： アルマヴィア 967便
  - 機種： エアバス A320-211
  - 死者： 乗員乗客113人全員が死亡。
  - 詳細： 「アルマヴィア967便墜落事故」を参照。
- 2006年6月15日
  - 便名： TNT航空 352便
  - 機種： ボーイング 737-301F
  - 死者： なし。
  - 状況： ベルギーのリエージュ空港発イギリスのスタンステッド空港行きの貨物便が、悪天候によりイーストミッドランド空港へダイバートしようとしたが、右側の降着装置が出なかったため[要出典]、緊急設備の整っているバーミンガム空港に再ダイバートし緊急着陸した。機体は大きく破損したものの乗員に怪我はなかった[5]。
- 2006年7月9日
  - 便名： S7航空 778便
  - 機種： エアバス A310-324
  - 死者： 乗員乗客203人中125人が死亡。
  - 詳細： 「S7航空778便着陸失敗事故」を参照。
- 2006年7月10日
  - 便名： パキスタン国際航空 688便
  - 機種： フォッカー F27-200
  - 死者： 乗員乗客45人全員が死亡。
  - 状況： パキスタンのムルターンからラホールへ向かう予定だったが、離陸直後にムルターンの小麦畑に墜落した。直接の原因はエンジンの故障だったが、異常事態に対してクルーが適切な対処を取らなかったため墜落に至った。
- 2006年7月28日
  - 便名： フェデックス・エクスプレス 630便
  - 機種： マクドネル・ダグラス MD-10-10F
  - 死者： なし。
  - 詳細： 「フェデックス・エクスプレス630便着陸失敗事故」を参照。
- 2006年8月22日
  - 便名： プルコボ航空（英語版） 612便
  - 機種： ツポレフ Tu-154M
  - 死者： 乗員乗客170人全員が死亡。
  - 詳細： 「プルコボ航空612便墜落事故」を参照。
- 2006年8月27日
  - 便名： コムエアー 5191便
  - 機種： ボンバルディア CRJ100ER
  - 死者： 乗員乗客50人中49人が死亡。
  - 詳細： 「コムエアー5191便離陸失敗事故」を参照。
- 2006年9月1日
  - 便名： イランエアツアーズ 945便
  - 機種： ツポレフ Tu-154M
  - 死者： 乗員乗客148人中28人が死亡。
  - 詳細： 「イランエアツアーズ945便着陸失敗事故」を参照。
- 2006年9月29日
  - 便名： 1) ゴル航空 1907便、2) エクセルエア (en:ExcelAire)  納入機
  - 機種： 1) ボーイング 737-8EH、2) エンブラエル レガシー600
  - 死者： ゴル航空機の乗員乗客154人が全員死亡。
  - 詳細： 「ゴル航空1907便墜落事故」を参照。
- 2006年10月10日
  - 便名： アトランティック・エアウェイズ 670便
  - 機種： BAe 146-200A
  - 死者： 乗員乗客16人中4人が死亡。
  - 詳細： 「アトランティック・エアウェイズ670便オーバーラン事故」を参照。
- 2006年10月11日
  - 機種： シーラス SR20
  - 死者： 乗員2名全員が死亡。
  - 詳細： 「2006年ニューヨーク小型機衝突事故」を参照。
- 2006年10月29日
  - 便名： ADC航空（英語版） 53便
  - 機種： ボーイング 737-2B7
  - 死者： 乗員乗客110人中96人が死亡。
  - 詳細： 「ADC航空53便墜落事故」を参照。

### 2007年
- 2007年1月1日
  - 便名： アダム航空 574便
  - 機種： ボーイング 737-4Q8
  - 死者： 乗員乗客102人全員が死亡。
  - 詳細： 「アダム航空574便墜落事故」を参照。
- 2007年3月7日
  - 便名： ガルーダ・インドネシア航空 200便
  - 機種： ボーイング 737-497
  - 死者： 乗員乗客140人中21人が死亡。
  - 詳細： 「ガルーダ・インドネシア航空200便墜落事故」を参照。
- 2007年3月17日
  - 便名： UTエアー 471便
  - 機種： ツポレフ Tu-134A-3
  - 死者： 乗員乗客57人中6人が死亡。
  - 詳細： 「UTエアー471便着陸失敗事故」を参照。
- 2007年5月5日
  - 便名： ケニア航空 507便
  - 機種： ボーイング 737-8AL
  - 死者： 乗員乗客114人全員が死亡。
  - 詳細： 「ケニア航空507便墜落事故」を参照。
- 2007年6月25日
  - 便名： PMT航空 241便
  - 機種： アントノフ An-24B
  - 死者： 乗員乗客22人全員が死亡。
  - 詳細： 「PMT航空241便墜落事故」を参照。
- 2007年7月17日
  - 便名： TAM航空 3054便
  - 機種： エアバス A320-233
  - 死者： 乗員乗客187人全員と地上の12人が死亡。
  - 詳細： 「TAM航空3054便オーバーラン事故」を参照。
- 2007年8月9日
  - 便名： エア・モーレア 1121便
  - 機種： デ・ハビランド・カナダ DHC-6 ツイン・オッター
  - 死者： 乗員乗客20人全員が死亡。
  - 詳細： 「エア・モーレア1121便墜落事故」を参照。
- 2007年9月1日
  - 便名： 曲技飛行
  - 機種： 1) ズリーン Z-526 F（英語版）、2) ズリーン Z-526AFS
  - 死者： 両機の乗員2人全員が死亡。
  - 状況： ポーランドのラドムで行われた航空ショーでの曲技飛行中、2機が空中衝突した。
  - 詳細： 「2007年のラドム航空ショー事故」を参照。
- 2007年9月9日
  - 便名： スカンジナビア航空 1209便[6]
  - 機種： ボンバルディア DHC-8-402 Q400[6]
  - 死者： なし。
  - 状況： デンマークのオールボー空港での着陸の際、右主脚が固定されなかったため胴体着陸となった。
  - 詳細： 「スカンジナビア航空1209便胴体着陸事故」を参照。
- 2007年9月12日
  - 便名： スカンジナビア航空 2748便[7]
  - 機種： ボンバルディア DHC-8-402 Q400[7]
  - 死者： なし。
  - 状況： 飛行中に右主脚に問題があることが判明したため、リトアニアのヴィリニュス国際空港に緊急着陸したが胴体着陸となった。スカンジナビア航空は同型機の運航を直ちに停止し[8]、検査の実施と部品の交換を行った[9]。
  - 詳細： 「スカンジナビア航空2748便胴体着陸事故」を参照。
- 2007年9月16日
  - 便名： ワン・トゥー・ゴー航空 269便
  - 機種： マクドネル・ダグラス MD-82
  - 死者： 乗員乗客130人中90人が死亡。
  - 詳細： 「ワン・トゥー・ゴー航空269便着陸失敗事故」を参照。
- 2007年10月27日
  - 便名： スカンジナビア航空 2867便[9]
  - 機種： ボンバルディア DHC-8-402 Q400[9]
  - 死者： なし。
  - 状況： デンマークのコペンハーゲン空港にて、ランディングギアが故障し緊急着陸となった。乗員乗客に怪我はなかった。同年9月の事故を受けて同型機の検査・部品の交換を行い、運用に復帰した矢先の出来事だった[9]。スカンジナビア航空は翌28日、同型機の運航を直ちに停止すると発表した[8]。
- 2007年11月30日
  - 便名： アトラスジェット 4203便
  - 機種： マクドネル・ダグラス MD-83
  - 死者： 乗員乗客57人全員が死亡。
  - 状況： トルコのイスタンブール発ウスパルタ行きの国内線が、着陸進入中に空港近郊の山中に墜落。同国の事故調査当局は操縦ミスの可能性を示唆している。

### 2008年
- 2008年1月17日
  - 便名： ブリティッシュ・エアウェイズ 38便
  - 機種： ボーイング 777-236ER
  - 死者： なし。
  - 詳細： 「ブリティッシュ・エアウェイズ38便事故」を参照。
- 2008年2月14日
  - 便名： ベラヴィア 1834便
  - 機種： ボンバルディア CRJ-100ER
  - 死者： なし。
  - 詳細： 「ベラヴィア1834便離陸失敗事故」を参照。
- 2008年2月21日
  - 便名： サンタバーバラ航空 518便
  - 機種： ATR 42-300
  - 死者： 乗員乗客46人全員が死亡。
  - 詳細： 「サンタバーバラ航空518便墜落事故」を参照。
- 2008年6月10日
  - 便名： スーダン航空 109便
  - 機種： エアバス A310-324
  - 死者： 乗員乗客214人中30人が死亡。
  - 状況： ヨルダンのアンマンからシリアのダマスカスを経由してスーダンのハルツームへ向かう便が、ハルツーム国際空港着陸時にオーバーランし、その後エンジンが爆発し全焼した。この便は当初ハルツームが悪天候であったため、ポートスーダンにダイバートしており、その後ハルツームに向かった際に事故に遭った。オーバーランの原因は、着陸時の風向が乗員に正しく伝わっていなかったこととされている[10]。
- 2008年7月6日
  - 便名： USAジェット航空（英語版） 199便
  - 機種： ダグラス DC-9-15F
  - 死者： 乗員2人中1人が死亡。
  - 詳細： 「USAジェット航空199便墜落事故」参照。
- 2008年7月25日
  - 便名： カンタス航空 30便
  - 機種： ボーイング 747-438
  - 死者： なし。
  - 状況： ロンドンから香港を経由してオーストラリアのメルボルンへの飛行中、機内が急減圧したため、緊急降下の後ニノイ・アキノ国際空港に緊急着陸した。酸素タンクの破裂によって、機体下部貨物室には巨大な穴が空いていた。
- 2008年8月20日
  - 便名： スパンエアー 5022便
  - 機種： マクドネル・ダグラス MD-82
  - 死者： 乗員乗客172人中154人が死亡。
  - 詳細： 「スパンエアー5022便離陸失敗事故」を参照。
- 2008年8月24日
  - 便名： イラン・アーセマーン航空 6895便（運航はイテク・エア）
  - 機種： ボーイング 737-219 Adv
  - 死者： 乗員乗客90人中68人が死亡。
  - 詳細： 「イラン・アーセマーン航空6895便墜落事故」参照。
- 2008年9月14日
  - 便名： アエロフロート・ロシア航空 821便（運航はアエロフロート・ノルド）
  - 機種： ボーイング 737-505
  - 死者： 乗員乗客88人全員が死亡。
  - 詳細： 「アエロフロート821便墜落事故」を参照。
- 2008年10月7日
  - 便名： カンタス航空 72便
  - 機種： エアバス A330-303
  - 死者： なし。
  - 状況： シンガポールからオーストラリアのパースへの飛行中、突如ピッチが勝手に変更され機体が急降下するというアクシデントが起きた。そのため同機はリアマンス空港へ緊急着陸した。機内には12名の乗員と303名の乗客が搭乗していたが、その内乗員1人と乗客11人が骨折や脊髄損傷などの重傷、乗員8人と乗客99人が軽傷を負った。
  - 詳細： 「カンタス航空72便急降下事故」を参照。
- 2008年11月4日
  - 便名： メキシコ内務省 チャーター便
  - 機種： リアジェット45
  - 死者： 乗員乗客9人全員と地上の7人が死亡。
  - 詳細： 「2008年メキシコ内務省チャーター機墜落事故」を参照。
- 2008年11月27日
  - 便名： XLドイツ航空 888T便
  - 機種： エアバス A320-232
  - 死者： 乗員乗客7人全員が死亡。
  - 詳細： 「XLドイツ航空888T便墜落事故」を参照。
- 2008年12月20日
  - 便名： コンチネンタル航空 1404便
  - 機種： ボーイング 737-524
  - 死者： なし。
  - 状況： デンバー発ヒューストン行きの国内線が離陸に失敗し、滑走路から外れて周辺の草原で停止後炎上した。事故の原因は、山岳波に起因する突風が機体に直撃したことと、その際に機長が誤った操作をしたことだとした[11]。47人が重軽傷を負ったが、奇跡的に死者は出なかった。
  - 詳細： 「コンチネンタル航空1404便離陸失敗事故」を参照。

### 2009年
- 2009年1月15日
  - 便名： USエアウェイズ 1549便
  - 機種： エアバス A320-214
  - 死者： なし。
  - 状況： ニューヨーク・ラガーディア空港からの離陸直後にバードストライクのため両エンジンの推進力を喪失したが、ハドソン川への緊急着水に成功した。
  - 詳細： 「USエアウェイズ1549便不時着水事故」を参照。
- 2009年1月27日
  - 便名： エンパイア航空（英語版） 8284便
  - 機種： ATR 42-320
  - 死者： なし。
  - 詳細： 「エンパイア航空8284便着陸失敗事故」を参照。
- 2009年2月12日
  - 便名： コンチネンタル航空 3407便（運航はコルガン・エア）
  - 機種： ボンバルディア DHC8-402 Q400
  - 死者： 乗員乗客49人全員と地上の1人が死亡。
  - 状況： ニューヨーク州にあるバッファロー・ナイアガラ国際空港への着陸直前に空港から10キロメートル手前に墜落。
  - 詳細： 「コルガン・エア3407便墜落事故」を参照。
- 2009年2月25日
  - 便名： トルコ航空 1951便[12]
  - 機種： ボーイング 737-8F2
  - 死者： 乗員乗客135人中9人が死亡。
  - 状況： オランダ・スキポール空港への着陸最終段階で失速し、空港手前に墜落。機体は3つに分断し大破した。
  - 詳細： 「トルコ航空1951便墜落事故」を参照。
- 2009年3月23日
  - 便名：フェデックス・エクスプレス 80便
  - 機種：マクドネル・ダグラス MD-11F貨物機
  - 死者：乗員2人全員が死亡。
  - 状況：成田国際空港への着陸の際、ポーポイズに陥り、左主翼が胴体付け根付近で破断して出火した。機体は炎上しながら左にロールして裏返しとなり、滑走路西側の草地で大破した。
  - 詳細：「フェデックス・エクスプレス80便着陸失敗事故」を参照。
- 2009年6月1日
  - 便名： エールフランス 447便
  - 機種： エアバス A330-203
  - 死者： 乗員乗客228人全員が死亡。
  - 状況： ブラジル・リオデジャネイロ発パリ行きの定期便が、ブラジル沖の大西洋上を巡航中に行方不明となり、後にバラバラになった機体が海上で発見された。原因は速度計の故障とパイロットの不適切な操縦による失速。
  - 詳細： 「エールフランス447便墜落事故」を参照。
- 2009年6月30日
  - 便名： イエメニア 626便
  - 機種： エアバス A310-324
  - 死者： 乗員乗客153人中152人が死亡。
  - 状況： イエメン・サナア発ジブチ経由コモロ行きのイエメン国営航空会社の定期便が、悪天候の中コモロのモロニにあるプリンス・サイード・イブラヒーム国際空港へ着陸アプローチ中に空港沖のインド洋に墜落。事故直後に14歳の少女が救助された。
  - 詳細： 「イエメニア626便墜落事故」を参照。
- 2009年7月15日
  - 便名： カスピアン航空 7908便
  - 機種： ツポレフ Tu-154M
  - 死者： 乗員乗客168人全員が死亡。
  - 状況： イラン・テヘランからアルメニア・エレヴァンに向けて離陸した旅客機がガズヴィーン州で墜落。
  - 詳細： 「カスピアン航空7908便墜落事故」を参照。
- 2009年7月24日
  - 便名： アーリヤー航空 1525便[13]
  - 機種： イリューシン Il-62M
  - 死者： 乗員乗客173人中16人が死亡。
  - 状況： イラン・マシュハド国際空港で着陸時にオーバーラン。空港敷地外に擱坐した。
  - 詳細： 「アーリヤー航空1525便着陸失敗事故」を参照。
- 2009年8月2日
  - 便名： メルパチ・ヌサンタラ航空 9760便
  - 機種： デ・ハビランド・カナダ DHC-6-300 ツイン・オッター
  - 死者： 乗員乗客15人全員が死亡。
  - 状況： インドネシアのジャヤプラからオクシビル（英語版）に向かった旅客機が、好天の中行方不明となり[14][15]、2日後にオクシビルから数マイルのところで機体の残骸が見つかった[16]。事故原因はCFITと考えられている[17]。
- 2009年8月4日
  - 便名： バンコク・エアウェイズ 266便
  - 機種： ATR 72-212A
  - 死者： 乗員乗客72人中1人が死亡。
  - 状況： タイのクラビー空港からサムイ空港に向かっていた国内線が、豪雨の中サムイ空港に着陸した際、スリップした上に滑走路をオーバーランし旧管制塔に衝突した。機長が死亡した[18][19]。
  - 詳細： 「バンコク・エアウェイズ266便事故」を参照。
- 2009年8月8日
  - 便名： 1) 自家用機（機体記号：N71MC）、2) リバティー・ヘリコプターズ（機体記号：N401LH）[20]
  - 機種： 1) パイパー PA-32R-300（英語版）、2) アエロスパシアル AS350BA[20]
  - 死者： 両機の乗員乗客9人全員が死亡[20]。
  - 状況： ニュージャージー州ホーボーケン[注 3]のハドソン川上空で、遊覧飛行中のヘリコプターの後方から離陸直後の小型飛行機が接触し、両機ともハドソン川へ墜落した[21][22]。
- 2009年8月11日
  - 便名： PNGエアラインズ (en:Airlines PNG)  4684便[23]
  - 機種： デ・ハビランド・カナダ DHC-6-300 ツイン・オッター
  - 死者： 乗員乗客13人全員が死亡。
  - 状況： パプアニューギニアの首都ポートモレスビーにあるジャクソン国際空港を離陸し、約30分後にココダに到着する予定だったチャーター便が、ココダ近郊の山岳部の密林に墜落した。乗客にオーストラリア名9名と日本人1名が含まれていた[24]。
- 2009年9月2日
  - 便名： アーンドラ・プラデーシュ州政府 公用機（機体記号：VT-APG）
  - 機種： ベル・ヘリコプター ベル 430
  - 死者： 乗員乗客5人全員が死亡。
  - 状況： インドのアーンドラ・プラデーシュ州にあるハイデラバード空港を離陸し、チットゥールへ飛行中だった州政府の公用ヘリコプターが、ナッラマラ森林地帯にある丘陵に墜落。乗っていたY・S・ラジャセカラ・レッディ州首相と随員を含む乗員乗客5名全員が死亡[25][26]。
  - 詳細： 「en:2009 Andhra Pradesh Chief Minister helicopter crash」を参照。
- 2009年11月28日
  - 便名： アヴィエント・アビエーション 324便[27]
  - 機種： マクドネル・ダグラス MD-11F
  - 死者： 乗員7人中3人が死亡。
  - 状況： 中華人民共和国・上海浦東国際空港から中央アジアのキルギスに向けて離陸しようとしていたジンバブエの貨物機が胴体後部を滑走路に擦り付けて出火し、そのまま滑走路脇の建物に突入して大破した[28]。上海浦東国際空港開港後初の人身死亡事故となった。事故機は大韓航空で1991年に就航（機体記号：HL7372）、後に貨物機に改造されヴァリグ・ブラジル航空（機体記号：PR-LGD）で運航された後、2009年11月20日からアヴィエント・アビエーションで運航を開始（機体記号：Z-BAV）した直後の事故であった。MD-11としては7度目の全損事故である。
- 2009年12月22日
  - 便名： アメリカン航空 331便[29]
  - 機種： ボーイング 737-823
  - 死者： なし。
  - 状況： アメリカ合衆国のマイアミを出発した旅客機が、豪雨の中ジャマイカ・ノーマン・マンレー国際空港に着陸したものの、滑走路をオーバーランし暴走した。海際で止まり海中には転落しなかったが、機体に亀裂が入った上に右側のエンジンが外れた[30]。乗員乗客154人のうち92人が負傷した。
  - 詳細： 「アメリカン航空331便着陸失敗事故」を参照。

## 2010年代

### 2010年
- 2010年1月24日
  - 便名： ターバーン航空 6437便（運航はコガリムアビア）
  - 機種： ツポレフ Tu-154M
  - 死者： なし。
  - 状況： 乗客に急病人が発生したため、視界の悪い中イランのマシュハド国際空港に緊急着陸したが、着陸に失敗し機体が全焼した。幸い全員が脱出に成功したため、犠牲者は出なかった[31]。
  - 詳細： 「ターバーン航空6437便着陸失敗事故」を参照。
- 2010年1月25日
  - 便名： エチオピア航空 409便
  - 機種： ボーイング 737-8AS
  - 死者： 乗員乗客90人全員が死亡。
  - 状況： レバノンのベイルートにあるラフィク・ハリリ国際空港を離陸直後に地中海へ墜落。
  - 詳細： 「エチオピア航空409便墜落事故」を参照。
- 2010年4月10日
  - 便名： ポーランド空軍 政府専用機
  - 機種： ツポレフ Tu-154M
  - 死者： 乗員乗客96人全員が死亡。
  - 状況： ロシア・スモレンスク北飛行場への着陸直前、木に接触し墜落。レフ・カチンスキ、マリア・カチンスカ大統領夫妻ら多数の要人が死亡した。
  - 詳細： 「ポーランド空軍Tu-154墜落事故」を参照。
- 2010年4月13日
  - 便名： メルパチ・ヌサンタラ航空 836便[32]
  - 機種： ボーイング 737-322[32]
  - 死者： なし[32]。
  - 状況： 当該機の目的地であったインドネシア西パプア州マノクワリにあるレンダニ空港（英語版）でオーバーラン、滑走路終端から200メートル先で停止した。この事故で10人が重傷を負った[32]。
  - 詳細： 「メルパチ・ヌサンタラ航空836便オーバーラン事故」を参照。
- 2010年5月12日
  - 便名： アフリキヤ航空 771便
  - 機種： エアバス A330-202
  - 死者： 乗員乗客104人中103人が死亡。
  - 詳細： 「アフリキヤ航空771便墜落事故」を参照。
- 2010年5月22日
  - 便名： エア・インディア・エクスプレス 812便
  - 機種： ボーイング 737-8HG
  - 死者： 乗員乗客166人中158人が死亡。
  - 詳細： 「エア・インディア・エクスプレス812便墜落事故」を参照。
- 2010年7月27日
  - 便名： ルフトハンザ・カーゴ 8460便
  - 機種： マクドネル・ダグラス MD-11F
  - 死者： なし。
  - 状況： ドイツから南回りで香港に向かっていた貨物機が、経由地であるサウジアラビアの首都リヤドにあるキング・ハーリド国際空港への着陸に失敗し、機体が真っ二つに折れて炎上。幸い乗員2人は軽傷で済んだ。
  - 詳細： 「ルフトハンザ・カーゴ8460便着陸失敗事故」を参照。
- 2010年7月28日
  - 便名： エアブルー 202便
  - 機種： エアバス A321-231
  - 死者： 乗員乗客152人全員が死亡。
  - 詳細： 「エアブルー202便墜落事故」を参照。
- 2010年8月16日
  - 便名： アイレス航空（英語版） 8250便
  - 機種： ボーイング 737-73V
  - 死者： 乗員乗客131人中2人が死亡。
  - 状況： 南米コロンビアの首都ボゴタからカリブ海に浮かぶサンアンドレス島に向かっていたが、機体は滑走路手前に着陸した後、3つに分断され大破した。乗客の一部はシートベルトをしたまま滑走路に投げ出されたという。事故原因には着陸高度の低さが挙げられている。
  - 詳細： 「アイレス航空8250便着陸失敗事故」を参照。
- 2010年8月24日
  - 便名： 河南航空 8387便
  - 機種： エンブラエル E-190AR
  - 死者： 乗員乗客96人中42人が死亡[33]。
  - 状況： 中国黒竜江省伊春市の空港への着陸時にオーバーランし爆発炎上。事故を起こした河南航空は河南省工商行政管理局からの指示により、社名を以前用いていた「鯤鵬航空」に変更させられた[34]。
  - 詳細：「河南航空8387便墜落事故」を参照。
- 2010年8月25日
  - 便名： フィルエア（英語版） 定期便
  - 機種： Let L-410UVP-E20C
  - 死者： 乗員乗客21人中20人が死亡。
  - 詳細： 「2010年フィルエアL-410墜落事故」を参照。
- 2010年9月3日
  - 便名： UPS航空 6便
  - 機種： ボーイング 747-44AF/SCD
  - 死者： 乗員2人全員が死亡[35]。
  - 詳細： 「UPS航空6便墜落事故」を参照。
- 2010年9月7日
  - 便名： アルロサ航空 514便
  - 機種： ツポレフ Tu-154M
  - 死者： なし。
  - 状況： 東シベリアのサハ共和国パリャルヌイからモスクワに向っていた旅客機（機体記号：RA-85684、1990年製造）[36]が、巡航飛行中に電気系統が故障し通信システムや航法システムが使用出来なくなったため、機長は高度を下げ手動操縦に切り替えた。その後、燃料供給システムも不作動になりガス欠状態となった。機長はコミ共和国イジマにある閉鎖された滑走路に不時着することにしたが、ブレーキが利かないため、滑走路を200メートルオーバーランして森の中で停止した。乗員乗客81人は全員無事だった[37]。
  - 詳細： 「アルロサ航空514便」を参照。
- 2010年9月13日
  - 便名： コンビアサ航空 2350便
  - 機種： ATR 42-320
  - 死者： 乗員乗客51人中17人が死亡。
  - 状況： マルガリータ島を離陸し、シウダーグアヤナに向かっていたベネズエラ国内便のターボプロップ機が、着陸直前に操縦不能になり墜落[38]。
  - 詳細： 「コンビアサ航空2350便墜落事故」を参照。
- 2010年11月4日
  - 便名： カンタス航空 32便
  - 機種： エアバス A380-842
  - 死者： なし。
  - 状況： シンガポールのチャンギ国際空港からシドニーに向けて離陸した直後、インドネシアのバタム島上空で左翼第2エンジンが破損したため、チャンギ国際空港に引き返して緊急着陸した。搭載エンジンであるロールス・ロイス社製トレント970のカバーが欠損し、部品が落下し民家を破壊したが、幸い乗員乗客と地上の人的被害はなかった。同型機A380による飛行中の事故は初めてである。エンジン破損の原因はエンジンの製造ミスで、オイルパイプの一部が薄く作られていたのが原因であった。
  - 詳細： 「カンタス航空32便エンジン爆発事故」を参照。
- 2010年11月5日
  - 便名： アエロ・カリビアン航空 883便
  - 機種： ATR 72-212
  - 死者： 乗員乗客68人全員が死亡。
  - 状況： ハイチ・ポルトープランスからキューバ・ハバナに向かっていた旅客機が、途中のグアシマル (en) に墜落した。
  - 詳細： 「アエロ・カリビアン航空883便墜落事故」を参照。
- 2010年11月28日
  - 便名： サン・ウェイ 4412便[39]
  - 機種： イリューシン IL-76TD
  - 死者： 乗員乗客8人全員と地上の4人が死亡。
  - 状況： パキスタンからスーダンに向うジョージアの貨物機が、カラチのジンナー国際空港での離陸直後にエンジンから出火。そのまま住宅地に墜落し爆発炎上した。
  - 詳細： 「サン・ウェイ4412便墜落事故」を参照。

### 2011年
- 2011年1月1日
  - 便名： コガリムアビア 348便[40]
  - 機種： ツポレフ Tu-154B-2
  - 死者： 乗員乗客134人中3人が死亡。
  - 状況： 西シベリアのスルグトからモスクワ行きの国内線旅客機が、電気系統の故障により火災に見舞われた。
  - 詳細： 「コガリムアビア348便火災事故」を参照。
- 2011年1月9日
  - 便名： イラン航空 277便
  - 機種： ボーイング 727-286 Adv
  - 死者： 乗員乗客105人中78人が死亡。
  - 状況： イランの首都テヘランからイラン北西部のウルミエに向かっていた旅客機が農村地帯に墜落、機体は大破した。報道[41]によると、事故機は管制塔に機体の不調を伝え空港手前に緊急着陸をしようとしていたという。また当時、付近では激しい雪が降っていた上に視界も悪かったという。なお、事故機EP-IRPは1974年製造[42]で、初飛行から36年7か月経過していた経年機であった。このような経年機が運航されている背景として、イランが核開発などを理由に欧米各国から経済制裁を受けているため、新型旅客機が購入出来ないためであるが、近年では経済制裁の影響で交換部品の調達も難しくなり、運航中の機体維持すら苦心していたという[43]。
  - 詳細： 「イラン航空277便墜落事故」を参照。
- 2011年2月10日
  - 便名： マンクス2 7100便（運航はFlightline S.L. (es) ）
  - 機種： フェアチャイルド SA 227-BC Metro III (en) 
  - 死者： 乗員乗客12人中6人が死亡。
  - 詳細： 「マンクス2 7100便着陸失敗事故」を参照。
- 2011年3月5日
  - 便名： ミャンマー政府 試験飛行機（機体記号：RA-61708）
  - 機種： ANTKアントーノウ An-148-100E
  - 死者： 乗員6人全員が死亡[44]。
  - 状況： ミャンマー政府が発注した旅客機が、引き渡し前の試験飛行中にロシア南部ベルゴロド州にて墜落。同機にはミャンマー政府関係者2名が搭乗していた[45]。この旅客機は受領後にミャンマー空軍所属となることから、試験飛行ではミャンマー人が操縦していた。当局による事故の中間報告によれば[46]、事故原因は速度計が実際よりも低い数値を示していたため、降下し始めた際に加速したことで、機体に限度以上の負荷が掛かり空中分解し炎上したと推測している。ただしメーカー側はミャンマー人の操縦ミスが原因との見解を示しているという。
- 2011年4月1日
  - 便名： サウスウエスト航空 812便[47]
  - 機種： ボーイング 737-3H4
  - 死者： なし。
  - 状況： アリゾナ州フェニックスからカリフォルニア州サクラメントへ飛行中、高度約1万500メートル上空で客室中央付近の天井に穴が空いた。機内の気圧が急激に下がったため乗客は酸素マスクを装着、約7000メートル急降下したのち近くのアメリカ軍基地に緊急着陸した。乗員乗客122人のうち2人が軽い怪我をしただけで済んだ[48]。
  - 詳細： 「サウスウエスト航空812便緊急着陸事故」を参照。
- 2011年4月4日
  - 便名： 国際連合 834便[49]
  - 機種： ボンバルディア CRJ-100ER
  - 死者： 乗員乗客33人中32人が死亡。
  - 状況： コンゴ民主共和国で展開している国連平和維持軍MONUCの活動のために運航されていた旅客機が、悪天候のため首都キンシャサの空港への着陸に失敗。乗客のうち20人は国連職員だった。
- 2011年5月7日
  - 便名： メルパチ・ヌサンタラ航空 8968便
  - 機種： 西安飛機工業公司 MA60
  - 死者： 乗員乗客25人全員が死亡。
  - 詳細： 「メルパチ・ヌサンタラ航空8968便墜落事故」を参照。
- 2011年5月18日
  - 便名： SOL航空 5428便
  - 機種： サーブ 340A
  - 死者： 乗員乗客22人全員が死亡。
  - 詳細： 「SOL航空5428便墜落事故」を参照。
- 2011年6月20日
  - 便名： ルスエアー（英語版） 9605便[50]
  - 機種： ツポレフ Tu-134A-3
  - 死者： 乗員乗客52人中47人が死亡。
  - 状況： ロシア北西部カレリア共和国のペトロザヴォーツクへの着陸に失敗。事故当時は深夜で悪天候であった[51]。
  - 詳細： 「ルスエアー9605便墜落事故」を参照。
- 2011年7月8日
  - 便名： ヘワ・ボラ航空 952便[52]
  - 機種： ボーイング 727-30
  - 死者： 乗員乗客118人中74人が死亡。
  - 状況： コンゴ民主共和国東部のキサンガニへの着陸に失敗し大破。事故当時の空港周辺は雷雨を伴う悪天候であった[53]。なお事故機が初飛行したのは1965年であり、46年も経過した経年機であった。
  - 詳細： 「ヘワ・ボラ航空952便墜落事故」を参照。
- 2011年7月11日
  - 便名： アンガラ航空 5007便[54]
  - 機種： ANTKアントーノウ An-24RV
  - 死者： 乗員乗客37人中7人が死亡。
  - 状況： 西シベリアのトムスクからスルグトに向かっていた国内便が飛行中エンジンから出火。緊急不時着陸を行ったが失敗しオビ川に水没した。
- 2011年7月28日
  - 便名： アシアナ航空 991便
  - 機種： ボーイング 747-48EF/SCD
  - 死者： 乗員2人全員が死亡。
  - 状況： 韓国仁川国際空港から上海浦東国際空港に向かっていた国際貨物便が、離陸から約1時間後に機内での火災を報告、最寄りの済州島の空港に緊急着陸しようとしたが途中で墜落。
  - 詳細： 「アシアナ航空991便墜落事故」を参照。
- 2011年7月30日
  - 便名： カリビアン航空 523便
  - 機種： ボーイング 737-8BK
  - 死者： なし。
  - 詳細： 「カリビアン航空523便事故」を参照。
- 2011年8月20日
  - 便名： ファーストエア 6560便
  - 機種： ボーイング 737-210C
  - 死者： 乗員乗客15人中12人が死亡。
  - 状況： カナダ北部のイエローナイフからレゾリュートへ向かうチャーター便が、レゾリュート空港へのアプローチ中に空港1.8キロメートル手前の丘に墜落。墜落現場の付近で演習を行っていたカナダ軍が救助活動を行った。
  - 詳細： 「ファーストエア6560便墜落事故」を参照。
- 2011年9月7日
  - 便名： ヤク・サービス 9633便[55]
  - 機種： ヤコヴレフ Yak-42D
  - 死者： 乗員乗客45人中44人が死亡。
  - 状況： プロアイスホッケーリーグKHLに所属するロコモティフ・ヤロスラヴリの選手らを乗せ、ロシアのヤロスラヴリからベラルーシのミンスクに向けて離陸した直後に墜落。報道[56]によると、離陸したものの高度不足のため空港敷地内のアンテナに接触したという。
  - 詳細： 「ヤロスラヴリ旅客機墜落事故」を参照。
- 2011年9月25日
  - 便名： ブッダ・エアー 103便[57]
  - 機種： ビーチクラフト 1900D
  - 死者： 乗員乗客19人全員が死亡。
  - 状況： ネパールのヒマラヤ山脈上空への遊覧飛行を終えてカトマンズの空港への着陸態勢に入ったところ、空港南方5キロメートルのコトダンダ村に墜落[58]。
  - 詳細： 「ブッダ航空103便墜落事故」を参照。
- 2011年10月13日
  - 便名： エアラインズPNG（英語版） 1600便
  - 機種： デ・ハビランド・カナダ  DHC-8-103
  - 死者： 乗員乗客32人中28人が死亡。
  - 詳細： 「エアラインズPNG 1600便不時着事故」を参照。
- 2011年11月1日
  - 便名： LOTポーランド航空 16便[59]
  - 機種： ボーイング 767-35DER
  - 死者： なし。
  - 状況： ニューヨーク近郊のニューアーク空港からポーランドのワルシャワ国際空港へ向かっていたところ、降着装置の故障により同空港へ胴体着陸を行った。乗員乗客231人は全員無事だった[60]。
  - 詳細： 「LOTポーランド航空16便胴体着陸事故」を参照。

### 2012年
- 2012年1月7日
  - 便名： アーリー・モーニング・バルーンズ 遊覧熱気球（機体記号：ZK-XXF）[61]
  - 機種： キャメロン バルーン  A-210
  - 死者： 乗員乗客11人全員が死亡。
  - 状況： ニュージーランド・ウェリントン近郊のカータートンで、現地時間の7時25分に遊覧飛行中の熱気球が炎上し墜落[62]。報道[63]によれば、電線に触れ地上150メートルから急降下し墜落したとされる。
  - 詳細： 「2012年アーリー・モーニング・バルーンズ遊覧熱気球カータートン墜落事故（英語版）」を参照。

- 2012年4月2日
  - 便名： UTエアー 120便[64]
  - 機種： ATR 72-201
  - 死者： 乗員乗客43人中33人が死亡。
  - 状況： 西シベリアのチュメニの空港で離陸に失敗し大破。
  - 詳細： 「UTエアー120便墜落事故」を参照。
- 2012年4月20日
  - 便名： ボジャ・エアー[65][注 4] 213便[66]
  - 機種： ボーイング 737-236A
  - 死者： 乗員乗客127人全員が死亡。
  - 状況： カラチからのパキスタン国内便が、ラーワルピンディーにあるベナジル・ブット国際空港への着陸直前に墜落。報道によれば事故当時、一帯は雷雨に見舞われるなど悪天候だったといい、機体は炎に包まれたまま落下し、墜落の衝撃で広範囲にバラバラに散乱した。またパキスタン当局は事故機が就航から28年経過した経年（老朽）機であったことも事故の原因の1つとして、運航会社のオーナーの出国を禁じたという[67]。なお運航会社は1993年に創業したが、経営難で運航停止になっており、2012年1月になって運航を再開したばかりであった。
  - 詳細：「ボジャ・エア213便墜落事故（英語版）」
- 2012年5月9日
  - 便名： スホーイ デモフライト機（機体記号：RA-97004）[68]
  - 機種： スホーイ スーパージェット100-95B
  - 死者： 乗員乗客45人全員が死亡。
  - 状況： インドネシアの航空関係者を招待したデモフライト中、ジャワ島西部にあるボゴール近くの山中に墜落した[69]。
  - 詳細： 「スホーイ・スーパージェット100の墜落事故」を参照。
- 2012年6月2日
  - 便名： アライド・エア 111便[70]
  - 機種： ボーイング 727-221F Adv
  - 死者： 地上の12人が死亡。
  - 状況： ナイジェリアの貨物機がガーナの首都アクラの空港で着陸に失敗し滑走路をオーバーラン。空港敷地外に飛び出して、道路を走行していたバスとタクシーに衝突した。貨物機の乗員は無事だったが、バスとタクシーに乗車していた12名が犠牲になった。
  - 詳細： 「アライド・エア111便着陸失敗事故」を参照。
- 2012年6月3日
  - 便名： ダナ・エア 992便
  - 機種： マクドネル・ダグラス MD-83
  - 死者： 乗員乗客153人全員と地上の6人が死亡[71][72]。
  - 詳細： 「ダナ・エア992便墜落事故」を参照。
- 2012年9月28日
  - 便名： シーター・エア 601便
  - 機種： ドルニエ Do 228
  - 死者： 乗員乗客19人全員が死亡。
  - 詳細： 「シーター・エア601便墜落事故」を参照。
- 2012年10月13日
  - 便名： センチュリオン・エアカーゴ 425便
  - 機種： マクドネル・ダグラスMD-11F
  - 死者： なし。
  - 詳細： 「センチュリオン・エアカーゴ425便着陸失敗事故」を参照。
- 2012年12月9日
  - 便名： スターウッド・マネジメント N345MC
  - 機種： リアジェット25（英語版）
  - 死者： 乗員乗客7人全員が死亡。
  - 詳細： 「2012年リアジェット25墜落事故」を参照。
- 2012年12月25日
  - 便名： バガン航空 11便[73]
  - 機種： フォッカー 100
  - 死者： 乗員乗客71人中1人と地上の1人が死亡[73]。
  - 状況： ミャンマーのヤンゴンからマンダレーを経由しシャン州のヘーホーへ向かっていた国内線が、ヘーホー空港手前に墜落して大破。乗客1人が死亡し、地上をバイクで走行していた1人が犠牲になった[74]。なお、運航会社は同国の軍事政権時代の実力者タンシュエ上級大将に近い政商のテーザーが所有していたという[75]。
  - 詳細：「バガン航空11便墜落事故（英語版）」
- 2012年12月29日
  - 便名： レッド・ウィングス 9268便[76]
  - 機種： ツポレフ Tu-204-100B
  - 死者： 乗員8人中5人が死亡[76][77][78]。
  - 状況： モスクワ郊外ヴヌーコヴォ国際空港への着陸に失敗して滑走路をオーバーラン。空港脇を通るM3高速道路にまで達した。なお、同機はツアー客をチェコ共和国に送り届けた後にモスクワに戻って来たため、乗客はいなかった[79]。
  - 詳細：「レッドウィングス航空9268便着陸失敗事故」を参照。

### 2013年
- 2013年1月29日
  - 便名： SCAT航空 760便[80]
  - 機種： ボンバルディア CRJ200ER
  - 死者： 乗員乗客21人全員が死亡。
  - 状況： カザフスタン南東部のアルマトイ国際空港への着陸体勢に入っていたところ、滑走路の約1.5キロメートル手前で墜落した[81][82]。
  - 詳細： 「SCAT航空760便墜落事故」を参照。
- 2013年2月26日
  - 便名： スカイクルーズ 遊覧熱気球（機体記号：SU-283）
  - 機種： ウルトラ・マジック N-425[83]
  - 死者： 乗員乗客21人中19人が死亡。
  - 状況： エジプトのルクソールで着陸態勢に入った熱気球が引火し、300メートル近くまで急上昇した後に墜落した。
  - 詳細： 「ルクソール熱気球墜落事故」を参照。
- 2013年4月13日
  - 便名： ライオン・エア 904便
  - 機種： ボーイング 737-8GP
  - 死者： なし。
  - 詳細： 「ライオン・エア904便着陸失敗事故」を参照。
- 2013年4月29日
  - 便名： ナショナル・エアラインズ (N8) 102便[84]
  - 機種： ボーイング 747-428BCF
  - 死者： 乗員7人全員が死亡。
  - 状況： アフガニスタンのバグラム空軍基地発ドバイ行きの貨物便が離陸後、機首を大きく上に向け、失速して墜落した[85]。
  - 詳細： 「ナショナル・エアラインズ102便墜落事故」を参照。
- 2013年7月6日
  - 便名： アシアナ航空 214便
  - 機種： ボーイング 777-28EER
  - 死者： 乗員乗客307人中3人が死亡。
  - 状況： 仁川国際空港発サンフランシスコ国際空港行きの便が、通常の着地地点より手前の滑走路に尾部が激突して、大破・炎上した。
  - 詳細： 「アシアナ航空214便着陸失敗事故」を参照。
- 2013年8月14日
  - 便名： UPS航空 1354便
  - 機種： エアバス A300F4-622R
  - 死者： 乗員2人全員が死亡。
  - 詳細： 「UPS航空1354便墜落事故」を参照。
- 2013年10月16日
  - 便名： ラオス国営航空 301便
  - 機種： ATR 72-600
  - 死者： 乗員乗客49人全員が死亡。
  - 状況： ラオスの首都ビエンチャンからパークセーへ向かう国内線が、悪天候の中、着陸復行後の再進入中にパークセー国際空港手前のメコン川に墜落した。
  - 詳細： 「ラオス国営航空301便墜落事故」を参照。
- 2013年11月17日
  - 便名： タタールスタン航空 363便
  - 機種： ボーイング 737-53A
  - 死者： 乗員乗客50人全員が死亡。
  - 状況： モスクワ発カザン行きの国内線が、着陸直前に滑走路手前に墜落。
  - 詳細： 「タタールスタン航空363便墜落事故」を参照。
- 2013年11月20日
  - 便名： アトラス航空運航のボーイング社内便
  - 機種： ボーイング 747-400LCF ドリームリフター
  - 死者： なし。
  - 状況： カンザス州ウィチタのマッコーネル空軍基地に着陸しようとしたところ、誤って9マイル離れたコロネル・ジェームズ・ジャバラ空港に着陸した。同空港は滑走路長が1860メートルしかなかったが無事着陸し、翌21日に離陸に成功、本来の目的地であるマッコーネル空軍基地に向かった[86]。当該機乗員は、着陸後空港スタッフに指摘されるまで、誤着陸に気がついていなかった。[87][88]

### 2014年
- 2014年1月5日
  - 便名： サウディア 2841便[89]
  - 機種： ボーイング 767-3W0ER
  - 死者： なし。
  - 状況： サウジアラビアのメディナにある国際空港に後輪が出ない状態の旅客機が緊急着陸した。機体に大きな損傷はなかったが、脱出の際に乗客が殺到したため搭乗者315人のうち29人が負傷した[90][91]。
- 2014年2月16日
  - 便名： ネパール航空 183便
  - 機種： デ・ハビランド・カナダ DHC-6 ツイン・オッター
  - 死者： 乗員乗客18人全員が死亡。
  - 状況： ネパール・ポカラからジュムラに向かった国内線が、ポカラの南西約74キロメートルの地点に墜落した。
  - 詳細：「ネパール航空183便墜落事故（英語版）」を参照。
- 2014年3月8日
  - 便名： マレーシア航空 370便
  - 機種： ボーイング 777-200ER
  - 死者： 乗員乗客239人全員が消息不明（認定死亡）。
  - 状況： クアラルンプール国際空港発北京首都国際空港行きの便が消息不明となった。2015年以降、残骸や遺留品がレユニオンやマダガスカルなどに漂着しているが、墜落位置は依然不明のままとなっている。
  - 詳細： 「マレーシア航空370便墜落事故」を参照。
- 2014年7月23日
  - 便名： トランスアジア航空 222便
  - 機種： ATR 72-500
  - 死者： 乗員乗客58人中48人が死亡。
  - 状況： 台湾の高雄から澎湖に向かっていた双発ターボプロップ機が、台風10号の接近による悪天候により馬公空港への着陸に失敗し墜落した[92]。
  - 詳細： 「トランスアジア航空222便着陸失敗事故」を参照。
- 2014年7月24日
  - 便名： アルジェリア航空 5017便
  - 機種： マクドネル・ダグラス MD-83
  - 死者： 乗員乗客116人全員が死亡。
  - 状況： ブルキナファソからアルジェリアに向かっていた旅客機が、マリ共和国中央部に位置するゴシの南東に墜落した。
  - 詳細： 「アルジェリア航空5017便墜落事故」を参照。
- 2014年8月10日
  - 便名： セパハン航空 5915便
  - 機種： HESAイラン航空機製造工業会社（英語版） IrAn-140[注 5]
  - 死者： 乗員乗客48人中39人が死亡[93]。
  - 状況： イランの首都テヘランのメヘラーバード国際空港を離陸した東部タバス行きの国内線旅客機が離陸直後に住宅街へ墜落[94]。なお事故機はウクライナの機体をイランで組み立てたライセンス生産機だった[95]。
  - 詳細： 「セパハン航空5919便墜落事故」を参照。
- 2014年12月15日
  - 便名： ローガンエアー 6780便
  - 機種： サーブ2000
  - 死者： なし。
  - 詳細： 「ローガンエアー6780便事故」を参照。
- 2014年12月28日
  - 便名： インドネシア・エアアジア 8501便
  - 機種： エアバス A320-216
  - 死者： 乗員乗客162人全員が死亡。
  - 状況： インドネシア・ジュアンダ国際空港発シンガポール・チャンギ国際空港行きの便が、ジャワ海上空で消息不明になり、その後の捜索で墜落が確認された。
  - 詳細： 「インドネシア・エアアジア8501便墜落事故」を参照。

### 2015年
- 2015年2月4日
  - 便名： トランスアジア航空 235便
  - 機種： ATR 72-600
  - 死者： 乗員乗客58人中43人が死亡。
  - 状況： 金門島に向けて台北松山空港を離陸した双発ターボプロップ機が、南港地区の基隆河に墜落。
  - 詳細： 「トランスアジア航空235便墜落事故」を参照。
- 2015年3月5日
  - 便名： デルタ航空 1086便
  - 機種： マクドネル・ダグラス MD-88
  - 死者： なし。
  - 状況： アトランタからニューヨークに向かった便がラガーディア空港で着陸に失敗し、滑走路端のフェンスを突き破った。この事故で29人が軽傷を負った[96]。
  - 詳細： 「デルタ航空1086便着陸失敗事故」を参照。
- 2015年3月29日
  - 便名： エア・カナダ 624便
  - 機種： エアバス A320-211
  - 死者： なし。
  - 状況： トロントからハリファックスへ向かう便が、ハリファックス国際空港で着陸に失敗して滑走路の約340メートル手前で着地し、空港のアンテナに衝突して車輪が外れたまま300メートルほどスリップして停止した[97]。この事故で25人が負傷した[98]。
  - 詳細： 「エア・カナダ624便着陸失敗事故」を参照。
- 2015年4月25日
  - 便名： ターキッシュ エアラインズ 1878便[99]
  - 機種： エアバス A320-232[99]
  - 死者： なし。
  - 状況： トルコのイスタンブールにあるアタテュルク国際空港への着陸の際にハードランディング、右翼部を滑走路に接触させた。機体は着陸復行後再度着陸した。負傷者なし[100]。
  - 詳細： 「ターキッシュ エアラインズ1878便着陸失敗事故」を参照。
- 2015年8月16日
  - 便名： トリガナ航空 267便
  - 機種： ATR 42-300
  - 死者： 乗員乗客54人全員が死亡。
  - 状況： インドネシアのジャヤプラから同国オクシビルへ向かう途中、山岳地帯に墜落。
  - 詳細： 「トリガナ航空267便墜落事故」を参照。
- 2015年9月5日
  - 便名： 1) CEIBAインターコンチネンタル 71便[101]、2) セネガルエア 救急便（機体記号：6V-AIM）
  - 機種： 1) ボーイング 737-8FB、2) ブリティッシュ・エアロスペース HS125-700A[102]
  - 死者： セネガルエアの乗員乗客7人全員死亡。
  - 状況： セネガル東部でCEIBAインターコンチネンタル機とセネガルエアの救急便が空中衝突。CEIBAインターコンチネンタル機の損傷は軽微であったため、赤道ギニアのマラボ国際空港に着陸できたが、セネガルエア機は衝突後通信に一切応答しなくなった。セネガルエア機は自動操縦で飛行を続け、目的地ダカールを巡航高度のまま通過したのち、大西洋上に燃料切れで墜落したと推測されている。
  - 詳細： 「CEIBAインターコンチネンタル71便空中衝突事故」を参照。
- 2015年9月8日
  - 便名： ブリティッシュ・エアウェイズ 2276便
  - 機種： ボーイング 777-236ER
  - 死者： なし。
  - 詳細： 「ブリティッシュ・エアウェイズ2276便火災事故」を参照。
- 2015年11月4日
  - 便名： アライド・サービス・リミテッド 貨物便（機体記号：EY-406）
  - 機種： アントノフ An-12BK
  - 死者： 乗員乗客および地上の少なくとも41人が死亡[103][注 6]。
  - 状況： 南スーダンのジュバ空港からパロイック空港へ向かう途中、ジュバ空港の滑走路から約800メートルの位置で墜落[104]。
  - 詳細： 「2015年ジュバ空港墜落事故」を参照。
- 2015年11月10日
  - 便名： エグゼクフライト 1526便
  - 機種： ブリティッシュ・エアロスペース BAe-125-700A
  - 死者： 乗員乗客9人全員が死亡。
  - 詳細： 「エグゼクフライト1526便墜落事故」を参照。
- 2015年12月24日
  - 便名： サーブ・エア 貨物便
  - 機種： エアバス A310-304F
  - 死者： 地上の8人が死亡。
  - 詳細： 「2015年サーブ・エア エアバスA310着陸失敗事故」を参照。

### 2016年
- 2016年2月24日
  - 便名： タラ・エア 193便
  - 機種： バイキング・エア DHC-6-400 ツイン・オッター
  - 死者： 乗員乗客23人全員が死亡。
  - 状況： ネパールのポカラ空港からジョムソン空港に向かう途中、離陸8分後に連絡が途絶え、ダウラギリ県ミャグディ郡の山中に墜落[105]。
  - 詳細： 「タラ・エア193便墜落事故」を参照。
- 2016年3月19日
  - 便名： フライドバイ 981便
  - 機種： ボーイング 737-800
  - 死者： 乗員乗客62人全員が死亡。
  - 状況： UAEのドバイからロシア南部のロストフ・ナ・ドヌに向かう便が、着陸に失敗して滑走路に墜落[106]。
  - 詳細： 「フライドバイ981便墜落事故」を参照。
- 2016年5月19日
  - 便名： エジプト航空 804便
  - 機種： エアバス A320-232
  - 死者： 乗員乗客66人全員が死亡。
  - 状況： フランスのシャルル・ド・ゴール空港からエジプトのカイロ国際空港に向かう便が、エジプト領空で消息を絶ち、地中海に墜落した[107]。
  - 詳細： 「エジプト航空804便」を参照。
- 2016年6月27日
  - 便名： シンガポール航空 368便
  - 機種： ボーイング 777-312ER
  - 死者： なし。
  - 詳細： 「シンガポール航空368便火災事故」を参照。
- 2016年8月3日
  - 便名： エミレーツ航空 521便
  - 機種： ボーイング 777-300
  - 死者： 地上の1人が死亡。
  - 状況： インドのトリバンドラムからUAEのドバイに向かう便が、ドバイで着陸に失敗し炎上した[108]。乗員乗客300人のうち24人が負傷し、地上で消火活動にあたった消防士のうち1人が死亡し8人が負傷した。
  - 詳細： 「エミレーツ航空521便着陸失敗事故」を参照。
- 2016年10月28日
  - 便名： アメリカン航空 383便
  - 機種： ボーイング 767-323ER[109]
  - 死者： なし。
  - 状況： シカゴ・オヘア国際空港で離陸滑走中に右エンジンから火災が発生。乗員は離陸を中断し、乗客全員を避難させた。
  - 詳細： 「アメリカン航空383便エンジン故障事故」を参照。
- 2016年11月28日
  - 便名： ラミア航空 2933便
  - 機種： BAe アブロ RJ85
  - 死者： 乗員乗客77人中71人が死亡。
  - 状況： ブラジルのサンパウロからコロンビアのメデジンへ向かっていた航空機が、コロンビアのアンティオキア県で墜落した[110]。
  - 詳細： 「ラミア航空2933便墜落事故」を参照。
- 2016年12月7日
  - 便名： パキスタン国際航空 661便
  - 機種： ATR 42-500
  - 死者： 乗員乗客47人全員が死亡。
  - 状況： パキスタンのチトラルからイスラマバードへ向かう国内旅客便が、アボッターバード付近の山間部に墜落した[111]。
  - 詳細： 「パキスタン国際航空661便墜落事故」を参照。
- 2016年12月20日
  - 便名： アエロスクレ（英語版） 157便
  - 機種： ボーイング 727-2J0F
  - 死者： 乗員6人中5人が死亡。
  - 状況： コロンビアのヘルマン・オラノ空港（英語版）からエルドラド国際空港へ向かう国内貨物便が、離陸時にオーバーラン。何とか離陸したものの旋回して機体が横倒しになり、そのまま墜落した。
  - 詳細： 「アエロスクレ航空157便墜落事故」を参照。

### 2017年
- 2017年1月16日
  - 便名： ターキッシュ エアラインズ 6491便（運航はACT航空）
  - 機種： ボーイング 747-412F/SCD
  - 死者： 乗員4人全員と地上の35人が死亡。
  - 状況： 香港からキルギスの首都ビシュケク近郊にあるマナス国際空港を経由してイスタンブールへ向かっていた貨物便が、マナス国際空港着陸時に付近の住宅街に墜落した[112]。
  - 詳細： 「ターキッシュ エアラインズ6491便墜落事故」を参照。
- 2017年3月8日
  - 便名： アメリスター・ジェット・チャーター（英語版） 9363便
  - 機種： マクドネル・ダグラス MD-83
  - 死者： なし。
  - 詳細： 「アメリスター・ジェット・チャーター9363便離陸失敗事故」を参照。
- 2017年3月28日
  - 便名： ペルビアン航空 112便
  - 機種： ボーイング ボーイング737-3M8
  - 死者： なし。
  - 状況： ペルーのリマからハウハ（英語版）へ向かう国内定期便が着陸に失敗し機体が損壊、炎上。乗客乗員150人のうち39人が負傷した[113]。
  - 詳細： 「ペルビアン航空112便着陸失敗事故」を参照。
- 2017年9月30日
  - 便名： エールフランス 66便
  - 機種： エアバス A380-861
  - 死者： なし。
  - 状況： フランスのパリ＝シャルル・ド・ゴール空港からアメリカのロサンゼルス国際空港に向かっていた国際定期旅客便のエンジン1基が飛行中に爆発し、カナダのグースベイ空軍基地（英語版）に緊急着陸した[114]。
  - 詳細： 「エールフランス66便エンジン爆発事故」を参照。
- 2017年10月14日
  - 便名： ヴァラン・インターナショナル・カーゴチャーター（機体記号：ER-AVB）[115]
  - 機種： アントノフ An-26-100[115]
  - 死者： 乗員乗客10人中4人が死亡[115]。
  - 状況： コートジボワールのアビジャンにあるフェリックス・ウフェ＝ボワニ国際空港空港への着陸進入中、海岸付近に墜落[115]。
  - 詳細： 「2017年ヴァラン・インターナショナルAn-26墜落事故」を参照。
- 2017年12月31日
  - 便名： シドニー・シープレーンズ（英語版） チャーター便
  - 機種： デ・ハビランド・カナダ DHC-2
  - 死者： 乗員乗客6人全員が死亡。
  - 詳細： 「2017年シドニー・シープレーンズDHC-2墜落事故」を参照。

### 2018年
- 2018年1月13日
  - 便名： ペガサス航空 8622便
  - 機種： ボーイング 737-82R
  - 死者： なし。
  - 状況： アンカラ発トラブゾン行きの国内旅客便がトラブゾン空港（英語版）の滑走路に着陸した際に左に逸れ、崖から転落した。機体は海面に突入する数メートル手前で止まり、けが人はいなかった[116]。
  - 詳細： 「ペガサス航空8622便着陸失敗事故」を参照。
- 2018年2月11日
  - 便名： サラトフ航空 703便
  - 機種： アントノフ An-148-100B
  - 死者： 乗員乗客71人全員が死亡。
  - 状況： ドモジェドヴォ空港発オルスク空港行きの国内旅客便が離陸直後に墜落した[117]。
  - 詳細： 「サラトフ航空703便墜落事故」を参照。
- 2018年2月18日
  - 便名： イラン・アーセマーン航空 3704便
  - 機種： ATR 72-212
  - 死者： 乗員乗客66人全員が死亡。
  - 状況： テヘラン発ヤースージュ行きの旅客便がザグロス山脈に墜落した。機体はおよそ17,000フィートを飛行中に消息をたった。
  - 詳細： 「イラン・アーセマーン航空3704便墜落事故」を参照。
- 2018年3月12日
  - 便名： USバングラ航空 211便
  - 機種： デ・ハビランド・カナダ DHC-8-402Q Dash8
  - 死者： 乗員乗客71人中52人が死亡。
  - 状況： ダッカ発カトマンズ行きの旅客便がトリブバン国際空港で着陸に失敗。付近のサッカー場に突っ込み、爆発炎上した。
  - 詳細： 「USバングラ航空211便着陸失敗事故」を参照。
- 2018年4月17日
  - 便名： サウスウエスト航空 1380便
  - 機種： ボーイング 737-7H4
  - 死者： 乗員乗客149人中1人が死亡。
  - 状況： ニューヨーク発ダラス行きの国内定期便がペンシルベニア州上空を飛行中にエンジンが爆発。フィラデルフィア国際空港へ緊急着陸を行った。
  - 詳細： 「サウスウエスト航空1380便エンジン爆発事故」を参照。
- 2018年5月18日
  - 便名： クバーナ航空 972便
  - 機種： ボーイング 737-201 Adv.
  - 死者： 乗員乗客113人中112人が死亡[118]。
  - 状況： オルギンへ向かう予定だったクバーナ航空の国内線が、ハバナのホセ・マルティ国際空港を離陸直後に墜落し炎上した。
  - 詳細： 「クバーナ航空972便墜落事故」を参照。
- 2018年7月31日
  - 便名： アエロメヒコ・コネクト 2431便
  - 機種： エンブラエル ERJ-190AR
  - 死者： なし。
  - 状況： ドゥランゴ発メキシコシティ行きの国内定期便が離陸直後に墜落。乗員乗客103人中85人が負傷した。
  - 詳細： 「アエロメヒコ・コネクト2431便事故」を参照。
- 2018年8月4日
  - 便名： Juエア 遊覧飛行便
  - 機種： ユンカース ユンカース Ju52/3mg4e
  - 死者： 乗員乗客20人全員が死亡。
  - 状況： ロカルノ空港発デューベンドルフ空軍基地（英語版）行きの遊覧飛行機がアルプスに墜落。乗員乗客20名全員が死亡した。
  - 詳細： 「2018年Juエア Ju 52墜落事故」を参照。
- 2018年9月1日
  - 便名： UTエアー 579便
  - 機種： ボーイング 737-8AS
  - 死者： 空港職員1人が死亡。
  - 状況： ヴヌーコヴォ国際空港発ソチ国際空港行きの旅客便がソチ国際空港への着陸時にオーバーランし、火災が発生した。
  - 詳細： 「UTエアー579便着陸失敗事故」を参照。
- 2018年9月28日
  - 便名： ニューギニア航空 73便
  - 機種： ボーイング 737-8BK
  - 死者： 乗員乗客47人中1人が死亡。
  - 状況： ポンペイ国際空港発ポートモレスビー・ジャクソン国際空港行きの旅客便が経由地であるチューク国際空港への着陸時に空港から135mのラグーンに着水した。
  - 詳細： 「ニューギニア航空73便着水事故」を参照。
- 2018年10月29日
  - 便名： ライオン・エア 610便
  - 機種： ボーイング737MAX8
  - 死者： 乗員乗客189人全員が死亡
  - 状況： スカルノ・ハッタ国際空港を離陸直後にジャワ島付近に墜落した。
  - 詳細： 「ライオン・エア610便墜落事故」を参照。
- 2018年11月9日
  - 便名： フライ・ジャマイカ航空 256便
  - 機種： ボーイング757-23N
  - 死者： 乗員乗客126人中1名人が死亡。
  - 状況： チェディ・ジェーガン国際空港を離陸直後に油圧トラブルに見舞われ、同空港に引き返して緊急着陸したが、機体は滑走路内で停止せずにフェンスを突き破ってオーバーランした。
  - 詳細： 「フライ・ジャマイカ航空256便事故」を参照。
- 2018年11月11日
  - 便名： エア・アスタナ 1388便
  - 機種： エンブラエル E190-100LR
  - 死者： なし。
  - 詳細： 「エア・アスタナ1388便事故」を参照。

### 2019年
- 2019年1月14日
  - 便名： サーハー航空 国際貨物便
  - 機種： ボーイング707-3J9C
  - 死者： 乗員乗客16人中15人が死亡。
  - 状況： マナス国際空港からパヤム国際空港に向かう便がファス空軍基地に緊急着陸した際、滑走路をオーバーランして付近の住宅街に突っ込み、火災が発生した。
  - 詳細： 「2019年サーハー航空ボーイング707着陸失敗事故」を参照。
- 2019年1月21日
  - 機種： パイパー PA-46
  - 死者： 搭乗者2名中、1人が死亡、1人が行方不明。
  - 状況： サッカー選手エミリアーノ・サラを乗せ、ナント・アトランティック空港からカーディフ空港へ向かうチャーター便がイギリス海峡に墜落した。
  - 詳細： 「2019年パイパー PA-46墜落事故」を参照。
- 2019年2月23日
  - 便名： アトラス航空 3591便
  - 機種： ボーイング767-375BCF
  - 死者： 乗員3人全員が死亡。
  - 状況： マイアミ国際空港からジョージ・ブッシュ・インターコンチネンタル空港に向かう便が空港への着陸進入中にトリニティ湾に墜落した。
  - 詳細： 「アトラス航空3591便墜落事故」を参照。
- 2019年3月10日
  - 便名： エチオピア航空 302便
  - 機種： ボーイング737 MAX8
  - 死者： 乗員乗客157人全員が死亡。
  - 状況： ボレ国際空港からジョモ・ケニヤッタ国際空港に向かう便が離陸直後に墜落した。
  - 詳細： 「エチオピア航空302便墜落事故」を参照。
- 2019年5月3日
  - 便名： マイアミ・エア・インターナショナル（英語版） 293便
  - 機種： ボーイング737-81Q
  - 死者： なし。
  - 状況： ジャクソンビル海軍航空基地への着陸時に滑走路をオーバーランしセントジョンズ川に着水した。
  - 詳細： 「マイアミ・エア・インターナショナル293便着陸失敗事故」を参照。
- 2019年5月5日
  - 便名： アエロフロート 1492便
  - 機種： スホーイ・スーパージェット100-95B
  - 死者： 乗員乗客78人中41人が死亡。
  - 状況： シェレメーチエヴォ国際空港からムルマンスク空港に向かう便が離陸直後に落雷に遭い、緊急着陸を試みたが失敗し炎上した。
  - 詳細： 「アエロフロート1492便炎上事故」を参照。
- 2019年5月8日
  - 便名： ビーマン・バングラデシュ航空 60便
  - 機種： ボンバルディアQ400
  - 死者： なし。
  - 状況： ヤンゴン国際空港へ着陸する際、機体が滑走路を逸脱し、滑走路脇の草地に突っ込み大破。機体は、3つに分断された。
  - 詳細： 「ビーマン・バングラデシュ航空60便着陸失敗事故」を参照。
- 2019年6月27日
  - 便名： アンガラ航空 200便
  - 機種： アントノフ An-24RV
  - 死者： 乗員乗客47人中2人が死亡。
  - 状況： ニジニアンガルスク空港（英語版）への着陸進入中にエンジンが故障した。着陸時に機体が右に逸れ、下水処理施設に衝突した。
  - 詳細： 「アンガラ航空200便着陸失敗事故」を参照。
- 2019年8月15日
  - 便名： ウラル航空 178便
  - 機種： エアバスA321-211
  - 死者： なし。
  - 状況： 離陸直後にバードストライクを起こし、モスクワジュコーフスキー空港付近のトウモロコシ畑に胴体着陸した。
  - 詳細： 「ウラル航空178便不時着事故」を参照。
- 2019年10月4日
  - 便名： ウクライナ・エア・アライアンス（英語版） 4050便
  - 機種： アントノフ An-12BK
  - 死者： 乗員乗客8人中5人が死亡。
  - 状況： 燃料切れによりリヴィウ国際空港付近に不時着した。
  - 詳細： 「ウクライナ・エア・アライアンス4050便不時着事故」を参照
- 2019年10月17日
  - 便名： ペンエアー 3296便
  - 機種： サーブ 2000
  - 死者： 乗員乗客42人中1人が死亡。
  - 詳細： 「ペンエアー3296便着陸失敗事故」を参照
- 2019年12月27日
  - 便名： ベック・エア 2100便
  - 機種： フォッカー 100
  - 死者： 乗員乗客98人中12人が死亡。
  - 状況： アルマトイ国際空港を離陸直後に墜落した。
  - 詳細： 「ベック・エア2100便墜落事故」を参照